# Kunhild Corona
Kunhild Corona est une corona, formation géologique en forme de couronne, située sur la planète Vénus par 19,3° N et 80,1° E. Elle est localisée dans le quadrangle d'Hestia Rupes. Elle a été nommée en référence à Kunhild, Jeune fille germanique de la fertilité. 

## Géographie et géologie
Kunhild Corona couvre une surface circulaire d'environ 200 km de diamètre. 